# Agne Holmström
Olof Agne Laurentius Holmström (ur. 29 grudnia 1893 w Lund, zm. 22 października 1949 w Sztokholmie) – szwedzki lekkoatleta, sprinter i skoczek wzwyż, medalista olimpijski z 1920.
Wystąpił w trzech konkurencjach na igrzyskach olimpijskich w 1920 w Antwerpii. Największy sukces odniósł w sztafecie 4 × 100 metrów. Sztafeta szwedzka w składzie: Agne Holmström, William Petersson, Sven Malm i Nils Sandström wywalczyła brązowy medal. Startował również w biegu na 100 metrów, gdzie odpadł w eliminacjach i w biegu na 200 metrów, gdzie odpadł w ćwierćfinale.
Był mistrzem Szwecji w biegach na 100 metrów i na 200 metrów w 1917 oraz w skoku wzwyż z miejsca w latach 1916-1918.